# Ревівська волость
Ревівська волость — історична адміністративно-територіальна одиниця Чигиринського повіту Київської губернії з центром у селі Ревівка.
Станом на 1886 рік складалася з 4 поселень, 5 сільських громад. Населення — 3371 особа (1663 чоловічої статі та 1708 — жіночої), 420 дворових господарств.
Наприкінці 1880-х років приєднана до Кам'янської волості.
|                     | Площа, десятин | У тому числі орної, дес. |
| ------------------- | -------------- | ------------------------ |
| Сільських громад    | 1783           | 1481                     |
| Приватної власності | 4144           | 3469                     |
| Іншої власності     | 196            | 131                      |
| Загалом             | 6123           | 5081                     |

Поселення волості:
- Ревівка — колишнє власницьке село при річці Тясмин за 50 верст від повітового міста, 713 осіб, 96 дворів, православна церква, школа, постоялий будинок, 2 лавки.
- Пляківка — колишнє власницьке село при річці Тясмин, 824 особи, 122 двори, православна церква, школа, постоялий будинок, 2 водяних млини, маслобійний завод.
- Ребедайлівка — колишнє власницьке село, 936 осіб, 130 дворів, православна церква, школа, постоялий будинок, вітряний млин.
- Ярове — колишнє державне село при річках Ташлик і Тясмин, 417 осіб, 41 двір, православна церква, каплиця, постоялий будинок.